# Обмежена плита
Обмежена плита — давня океанічна тектонічна плита, що пірнула під західне узбережжя Північної Америки у ранній крейдовий період. Обмежена плита мала пасмо активних вулканічних островів, що і дало назву їм Обмежені Острови. Ці вулканічні острови, під час субдукції, переплавилися під західним узбережжям Північної Америки.